# 장염
장염(腸炎, 영어: gastroenteritis 또는 infectious diarrhea)은 장(소장, 대장)에 염증이 생기는 모든 질병을 일컫는 광범위한 용어로, 크게 세균성 장염과 바이러스성 장염으로 분류된다. 대부분의 경우 음식 섭취와 관련이 있기 때문에 식중독과 구분이 어렵기도 하다. 장염에는 구토나 설사와 같은 증세들이 있으며, 장염에는 콩, 두부, 달걀, 쇠고기, 닭고기, 지방이 적은 생선, 바나나, 매실 등이 좋고, 찬 음식, 기름기가 많은 음식, 우유 및 치즈 등의 유제품, 생과일은 삼가하는 것이 좋다. 단, 심할 경우에는 위의 좋은 음식도 장에 무리가 가기 때문에 좋지 않다. 의사의 정확한 소견을 듣고 주의하여 섭취하도록 권장해야 한다. 그리고 고혈압의 징조와도 직결될 수도 있어 장염은 잘못된 식생활 습관이 주된 원인으로 구성되어 있다.

## 특징 및 증상
장염의 특징과 증상은 다음과 같다.

### 세균 및 바이러스로 감염
- 로타바이러스 장염(영유아) : 발병초기 감기 증세, 2-3일 구토 후 3-5일간 설사를 동반함.
- 노로바이러스 장염(성인) : 1-3일 지나 구토, 설사, 복통을 동반하나 1-3일 지속 후 저절로 호전됨.
- 살모넬라 위장관염 : 6-72시간 잠복기를 거쳐 구토, 설사, 고열을 동반하며 3-7일 후 저절로 호전됨.
- 장염비브리오 식중독 : 해산물 섭취 2-48시간 후 물 설사. 대부분 치료 없이 호전됨.
- 포도알균 식중독 : 1-8시간 잠복기를 거친 후 심한 구토, 구역, 설사를 동반하며 1-3일 경과 후 저절로 호전됨.

### 전염병으로 감염
- 장독성 식중독 : 1-3일 잠복기 후 물같은 설사. 대부분 미열을 동반하며 3-7일 경과 후 호전됨.
- 세균성 이질 : 1-7일 잠복기 후 혈액 및 점액이 섞인 설사, 발열, 구토, 복통을 호소함.
- 장티푸스 : 감염 후 1-2주 지나면 고열, 복통, 비장비대, 섬망, 기타 전신 증상을 보임.

### 환경적, 유전적 요인
- 염증성 장질환 : 크론병(간헐적 설사, 발열등), 궤양성 대장염(재발성 혈변, 설사, 복통등).

## 형태
몇몇의 경우를 제외하고는 증상이 거의 비슷하기 때문에 단순히 증상만 가지고는 그 원인균을 알 수 없으며, 발병 원인, 발병 부위, 발병 기간에 따라 다양한 명칭으로 불리고 있음
- 식중독 : 식품 또는 물의 섭취에 의해 발생된 것으로 생각되는 감염성 또는 독소형 질환.
- 급성설사(급성 위장관염, 급성장염) : 바이러스, 세균, 기생충에 의한 감염. 약제, 독소 등의 원인으로 위와 장에 염증이 발생되어 2주 미만의 설사를 동반.
- 만성 설사 : 과민반응, 흡수장애, 염증성 장질환 등의 원인으로 2주 이상 설사가 지속됨.
- 염증성 장질환 : 크론병, 궤양성 대장염을 말함. 만성으로 진행되어 완치가 잘 되지 않음.

## 치료
장염의 대부분의 증상은 구토와 설사이므로 이로 인하여 탈수와 전해질의 불균형이 올 수 있다. 따라서 위장염 치료의 주 목표는 탈수증을 치료하고 예방하는 것이며, 영양 상태를 유지하는 것이다.
- 탈수[4]는 구토나 설사 등의 원인으로 체내 수분이 상실되어 혈관내액, 간질액, 세포내액 등의 감소가 일어난 상태로, 이를 예방하려면 수분을 충분히 섭취해야 한다. 이때 수분 섭취는 끓인 물이나 보리차, 시중의 이온음료가 가장 좋다.
- 전해질의 불균형 교정을 위해서 설사가 줄어들면 미음이나 쌀죽 등 기름기가 없는 담백한 음식부터 섭취하며 차가운 음식이나 당분이 많은 음료, 과일즙이나 탄산함유 음료는 피하도록 한다. 하지만 이도 설사가 더 심해질 수 있으므로 설사가 완전히 멎은다음에 음식을 섭취할 것을 권장한다.
- 세균 및 바이러스를 제거하기 위하여 적절한 항생제 치료를 할 수 있다. 위장관염의 많은 수는 자연 치유되며, 제한적인 경우에만 항균제 치료를 적용한다. 이 항균제 치료의 적응은 고열, 혈성 설사, 중증 설사등 점점 악화될 때에만으로 제한된다.
- 전신을 보온하여, 특히 배와 손발을 따뜻이 하여 배의 아픔이나 불쾌감을 줄일 수있다.
- 독물을 체외로 내보낼 필요가 다분하므로 항구토제나 지사제를 의사의 권장사항 없이 임의로 복용하지 않는다.

## 예방
예방 방법은 다음과 같다.
- 손세척 등 청결유지 및 철저한 개인위생 관리
- 음식물을 완전히 익히고, 조리되었던 음식은 완전하게 재가열 하여 이용하기
- 익히지 않은 음식과 익힌 음식은 따로 분리하여 보관하기
- 의심되는 식재료는 사용하지 말고 조리한 음식은 2시간 이내에 냉장보관 하기
- 깨끗하고 안전한 물을 마시기
- 비위생 지역을 여행하는 경우 얼음, 생 채소, 깎지 않은 과일 등은 섭취하지 않기

## 같이 보기
- 콜레라
- 노로바이러스
- 식중독
- 이질균
- 염증성 장질환
- 궤양성 대장염
- 크론병
- 코로나바이러스